# جادوگر شهر از (فیلم ۱۹۱۰)
جادوگر شهر از (انگلیسی: The Wonderful Wizard of Oz) فیلمی در ژانر فانتزی به کارگردانی اوتیس ترنر است که در سال ۱۹۱۰ منتشر شد. از بازیگران آن می‌توان به ببه دنیلز، هوبرت باسورث، رابرت زی. لنرد و وینیفرد گرینوود اشاره کرد.